# Врачанська область
Врачанська область (болг. Област Враца) — область в Північно-західному регіоні Болгарії. Межує з Румунією.
| Болгарія | Це незавершена стаття з географії Болгарії. Ви можете допомогти проєкту, виправивши або дописавши її. |